# Olga Jankowska
Olga Anastazja Jankowska (ur. 12 września 1992 w Wołominie) – polska aktorka telewizyjna i piosenkarka.
Pracę w filmie zaczęła w wieku 14 lat, grając jedną z głównych ról w filmie Bogusława Lindy Jasne błękitne okna.
W kolejnych latach wzięła udział w kilku telewizyjnych produkcjach serialowych, między innymi w Samo życie i Komisarz Alex.
W latach 2007–2023 grała Klarę Pyrkę w serialu Barwy szczęścia. W 2013 roku aktorka wzięła udział w trzeciej edycji programu The Voice of Poland, w którym dotarła do półfinału.
Jest ambasadorką akcji społecznej Jestem kobietą sukcesu.
Olga Jankowska wykonuje piosenkę „Never Fade Away (SAMURAI Cover)” promującą grę polskiego studia CD Project Red „Cyberpunk 2077”, która miała swoją premierę w grudniu 2020

## Filmografia
- 2006: Jasne błękitne okna jako Sygita w młodości
- od 2008: Barwy szczęścia jako Klara Śliwińska-Pyrka, żona Huberta
- 2010: Samo życie jako Anna
- 2015: Komisarz Alex jako studentka Marysia (odc. 82)